# مردم رونگ

نقشه مناطق در دوره دودمان ژو، : هواکسیا احاطه شده توسط چهار بربر—شمال (Beidi)، نانمان (Nanman)، دونگی (Dongyi) و مردم رونگ (Xirong).

شیرونگ (به چینی: 西戎؛ ویدجایلز: Hsi-jung؛ به معنای: مردم جنگی غربی) یا رونگ مردم مختلفی بودند که عمدتاً در نواحی غربی چین باستان (در گانسو و چینگهای امروزی) و در اطراف آن می‌زیستند. آنها از زمان دودمان شانگ (۱۷۶۵-۱۱۲۲ پ. م)، به عنوان یکی از چهار بربر که به طور مکرر (و اغلب با خشونت) با تمدن چینی هوآیشا تعامل داشتند. شناخته می‌شدند. آنها معمولاً از سلسله ژو (۱۰۴۶-۲۲۱ پ. م) به بعد، در غرب دشت گوانژونگ ساکن بودند. آن‌ها در برخی از متون باستانی چینی به عنوان مرتبط احتمالی با مردم تمدن چین از نظر ژنتیکی و زبانی ذکر شده اند.